# Patricia Morison
Patricia Morison (19. března 1915 – 20. května 2018) byla americká herečka. 

## Život
Narodila se 19. března 1915 na Manhattanu jako dcera Williama Morisona a Seleny Morisonové (rodným jménem Fraserová). Její otec byl dramatik a příležitostný herec, který vystupoval pod uměleckým jménem Norman Rainey a její matka pracovala pro britskou zpravodajskou službu.
Po vystudování střední školy Washington Irving High School a umělecké školy Art Students League of New York začala docházet také na hodiny tance ke Marthe Grahamové. Na živobytí si mezitím vydělávala jako módní návrhářka v obchodním domě Russeks.
V roce 1933 se ve svých 19 letech poprvé objevila na Broadwayi ve hře Growing Pains. K další roli se však dostala až o pět let později, kdy byla uvedena v muzikálu The Two Bouquets po boku Alfreda Drakea. Tehdy ji také objevili hledači talentů od společnosti Paramount Pictures a pozvali ji na konkurz. Jelikož hledali herečku podobnou slavné Dorothy Lamourové, s Patricií uzavřeli smlouvu a v roce 1939 debutovala v celovečerním „béčkovém“ filmu Persons in Hiding. U druhořadých snímků však zůstala i nadále a ani po dalších 10 filmech, z nichž většina byly westerny, se jí stále nedařilo prorazit.
Jakmile však vstoupily Spojené státy do druhé světové války, přestala se věnovat filmování a začala objíždět spojenecké vojenské jednotky. Jako člen charitativní organizace USO se tak společně s mnoha dalšími slavnými herci účastnila i tour po Velké Británii. Již během války se však vrátila zpět k herectví, a po odchodu z Paramountu se stala herečkou na vlastní noze. Po vedlejší roli ve velmi úspěšném filmu Píseň o Bernadettě (1943) se nakonec dočkala i hlavní role ve film-noiru The Fallen Sparrow (1943). Po hororu Calling Dr. Death (1943) se však vrátila zpět na Broadwayská divadelní jeviště a zahrála si v muzikálové komedii Allah Be Praised!. Hra však téměř žádný úspěch nepřinesla a brzy byla zrušena.
Po návratu k filmu se opět ocitla ve spoustě vedlejších rolí v béčkových filmech či jako femme fatale nebo jiná nesympatická žena například v romantickém snímku Without Love (1945) nebo krimikomedii Dáma ve vlaku (1945). Po dalších devíti filmech se roce 1948 rozhodla opustit svou filmovou kariéru a vrátila se na zpět na Broadway. Kvůli jejímu kurážnému zpěvu (mezzosoprán) ji ihned obsadili do hlavní role v nové hře Kiss Me, Kate a z Patricie se rázem stala hlavní hvězda Broadwaye. Další úspěch slavila i ve hře Král a já s Yulem Brynnerem v roce 1954.
Od padesátých let se začala objevovat i na televizních obrazovkách a zahrála si v několika televizních seriálech i televizních filmech. Filmovému herectví se věnovala už jen výjimečně a v roce 1976 natočila svůj poslední snímek Won Ton Ton, the Dog Who Saved Hollywood. 
Ve stáří se věnovala také malířství, a i nadále vystupovala hlavně v divadle. Svůj poslední výstup uskutečnila v roce 2014, kdy se ve svých 99 letech naposledy objevila na benefičním představení. 
Zemřela roku 2018 ve svém domě v Los Angeles věku 103 let. Nikdy se nevdala a nezanechala po sobě žádné děti.

## Filmografie (výběr)

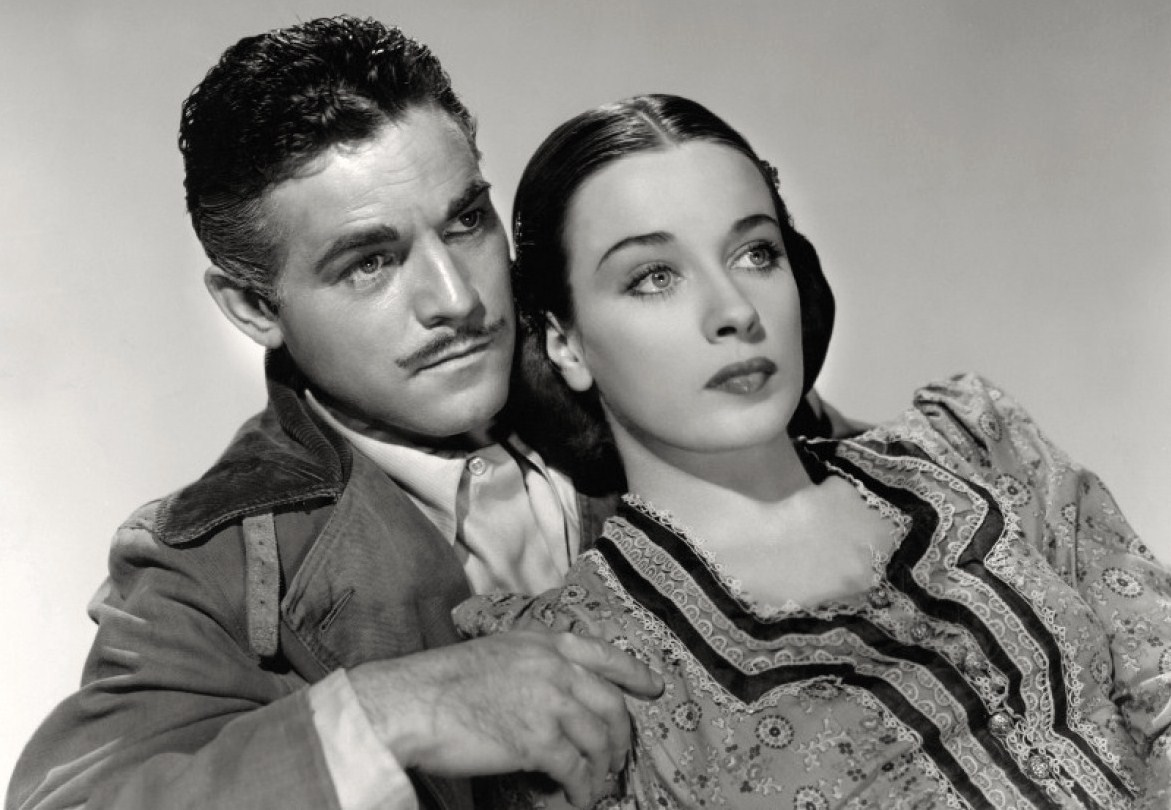
Patricia Morison ve filmu Hitler's Madman (1943)

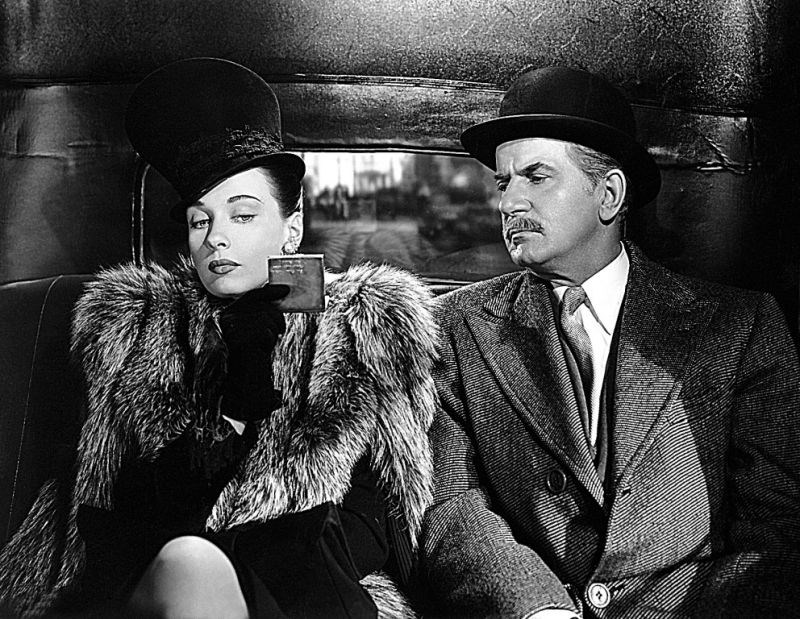
Patricia Morison a Frederick Worlock ve filmu Přehrada k vraždě (1946)

- 1939 Persons in Hiding (režie Louis King)
- 1940 Untamed (režie George Archainbaud)
- 1940 Rangers of Fortune (režie Sam Wood)
- 1940 Romance of the Rio Grande (režie Herbert I. Leeds)
- 1941 The Roundup (režie Lesley Selander)
- 1942 Night in New Orleans (režie William Clemens)
- 1943 Silver Skates (režie Leslie Goodwins)
- 1943 Hitler's Madman (režie Douglas Sirk)
- 1943 The Fallen Sparrow (režie Richard Wallace)
- 1943 Calling Dr. Death (režie Reginald Le Borg)
- 1943 Píseň o Bernadettě (režie Henry King)
- 1945 Without Love (režie Harold S. Bucquet)
- 1945 Dáma ve vlaku (režie Charles David)
- 1946 Předehra k vraždě (režie Předehra k vraždě)
- 1947 Tarzan and the Huntress (režie Kurt Neumann)
- 1947 Song of the Thin Man (režie Edward Buzzell)
- 1948 The Walls of Jericho (režie John M. Stahl)
- 1948 The Return of Wildfire (režie Ray Taylor)
- 1948 Sofia (režie John Reinhardt)
- 1960 Píseň bez konce: Příběh Franze Liszta (režie Charles Vidor a George Cukor)